# Carlos Joel Salcedo Hernández
Carlos Joel Salcedo Hernández (Guadalajara, 29 de setembre de 1993) és un jugador de futbol professional mexicà que, actualment, juga com a defensa a l'Eintracht Frankfurt i a la selecció mexicana de futbol.